# Division de Lyot
La division de Lyot est la région des anneaux de Saturne située entre les anneaux B et C.
Elle est ainsi désignée d'après l'astronome français Bernard Lyot (1897-1952) qui l'a découverte.